# Sebastián, Guanajuato
Sebastián är en ort i Mexiko.   Den ligger i kommunen Dolores Hidalgo och delstaten Guanajuato, i den centrala delen av landet, 270 km nordväst om huvudstaden Mexico City. Sebastián ligger 1 910 meter över havet och antalet invånare är 745.
Terrängen runt Sebastián är en högslätt. Runt Sebastián är det ganska tätbefolkat, med 93 invånare per kvadratkilometer. Närmaste större samhälle är Dolores Hidalgo, 4,5 km väster om Sebastián. Trakten runt Sebastián består till största delen av jordbruksmark.